# Nicola Pavarini
Nicola Pavarini (Brescia, 24 de febrero de 1974) es un exfutbolista italiano, jugaba de guardameta y su último equipo fue el Parma F. C. de la Serie A de Italia.
- Datos: Q610850